# Мамелоди Сандаунз
«Мамелоди Сандаунз» (англ. Mamelodi Sundowns Football Club) — южноафриканский футбольный клуб из Претории, ранее носивший название «Мамелоди Юнайтед». Выступает в Премьер-лиге ЮАР. Домашние матчи проводит на стадионе «Лофтус Версфельд», вмещающем 51 762 зрителей.

## История
4 марта 2012 установили футбольный рекорд, выиграв матч национального кубка со счетом 24—0.

## Достижения

### Местные
- Победитель Премьер-лиги ЮАР (с 1996 года) — 15, рекорд (1997/98, 98/99, 99/00, 05/06, 06/07, 2013/14, 2015/16, 2017/18, 2018/19, 2019/20, 2020/21, 2021/22, 2022/23, 2023/24, 2024/25)
- Победитель Национальной Футбольной Лиги ЮАР (с 1985 года) — 3 (1988, 1990, 1993)
- Обладатель Кубка ЮАР — 6 (1986, 1998, 2008, 2015, 2020, 2022)
- Обладатель Кубка Лиги ЮАР — 4 (1990, 1999, 2015, 2019)
- Обладатель Кубка Восьми — 4 (1988, 1990, 2007, 2021)

### Международные
- Лига чемпионов КАФ
  - Победитель: 2016
    - Финалист: 2001
      - Полуфиналист: 2000, 2018/19